# Antoine de Charpin de Genétines
Antoine de Charpin de Genétines est un évêque français né le 16 mars 1669 au château de Genétines, dans le Forez, et mort le 21 juin 1739 à Saint-Romain-d'Urfé.

## Biographie
Il est le fils de Jean de Charpin de Genétines et de Marie de La Rivoire.
Le 17 juillet 1689, il est pourvu d'un canonicat à Lyon et de plusieurs bénéfices : abbayes de Mozac, 1705, Pébrac, 1706 et ensuite de Ka Crète, 1711, de Relecq, 1730, de Sauve-Majeur, 1733, de Saint-Germain d'Auxerre. Vicaire général de Saint-Flour, il est nommé évêque de Limoges le 4 avril 1707, sacré à Lyon le 23 juin 1707. Il démissionne en décembre 1729 et se retire en Forez.